# Hermann Joseph Schmitt

Hermann Joseph Schmitt

Hermann Joseph Schmitt (* 1. Juli 1896 in Köln; † 23. April 1964 ebenda) war ein deutscher Geistlicher, Funktionär der Katholischen Arbeiter-Bewegung (KAB) und Politiker (Zentrum).

## Leben und Wirken

### Deutsches Kaiserreich und Weimarer Republik (1896 bis 1933)
Hermann Joseph Schmitt wurde als Sohn eines Postsekretärs geboren. Nach dem Schulbesuch nahm Schmitt von 1915 bis 1917 als Pionier am Ersten Weltkrieg teil. Anschließend war es ihm dank eines Kommissionsabiturs möglich, katholische Theologie, Nationalökonomie und Philosophie in Bonn, Köln und Berlin zu studieren. Die Promotion holte er erst während des Zweiten Weltkriegs in Tübingen nach. Betreuer seiner Dissertation über die „Die Binnenwanderung innerhalb der katholischen Kirche als moraltheologisches und pastoraltheologisches Problem“ (1942) war der Moraltheologe Theodor Steinbüchel.
1922 wurde Schmitt in Köln zum Priester geweiht. Nach einer längeren Tätigkeit als Kaplan in Elberfeld wurde er 1928 zum Generalsekretär des Reichsverbandes der katholischen Arbeiter-und-Arbeiterinnen-Vereine Deutschlands ernannt. Diese Tätigkeit übte er bis ins Jahr 1939 aus.

### Zeit des Nationalsozialismus (1933 bis 1945)
Von März bis November 1933 gehörte Schmitt dem Reichstag als Abgeordneter der katholischen Zentrumspartei an, in dem er den Wahlkreis 2 (Berlin) vertrat. Anfang März 1933 gehörte Schmitt zusammen mit seinem Zentrumskollegen Joseph Joos, Ritter von Lex und Otto Graf von der Bayerischen Volkspartei sowie Edgar Julius Jung, Rudolf Pechel und Edmund Forschbach einer Gruppe von rechten/katholischen Gegnern des Nationalsozialismus im Parlament beziehungsweise der höheren Staatsverwaltung an, die Möglichkeiten berieten, wie die Annahme des Ermächtigungsgesetzes verhindert werden könnte. Als diese Bemühungen sich als aussichtslos erwiesen, stimmte Schmitt, wohl auch unter Fraktionsdruck, dem Ermächtigungsgesetz schließlich doch zu.

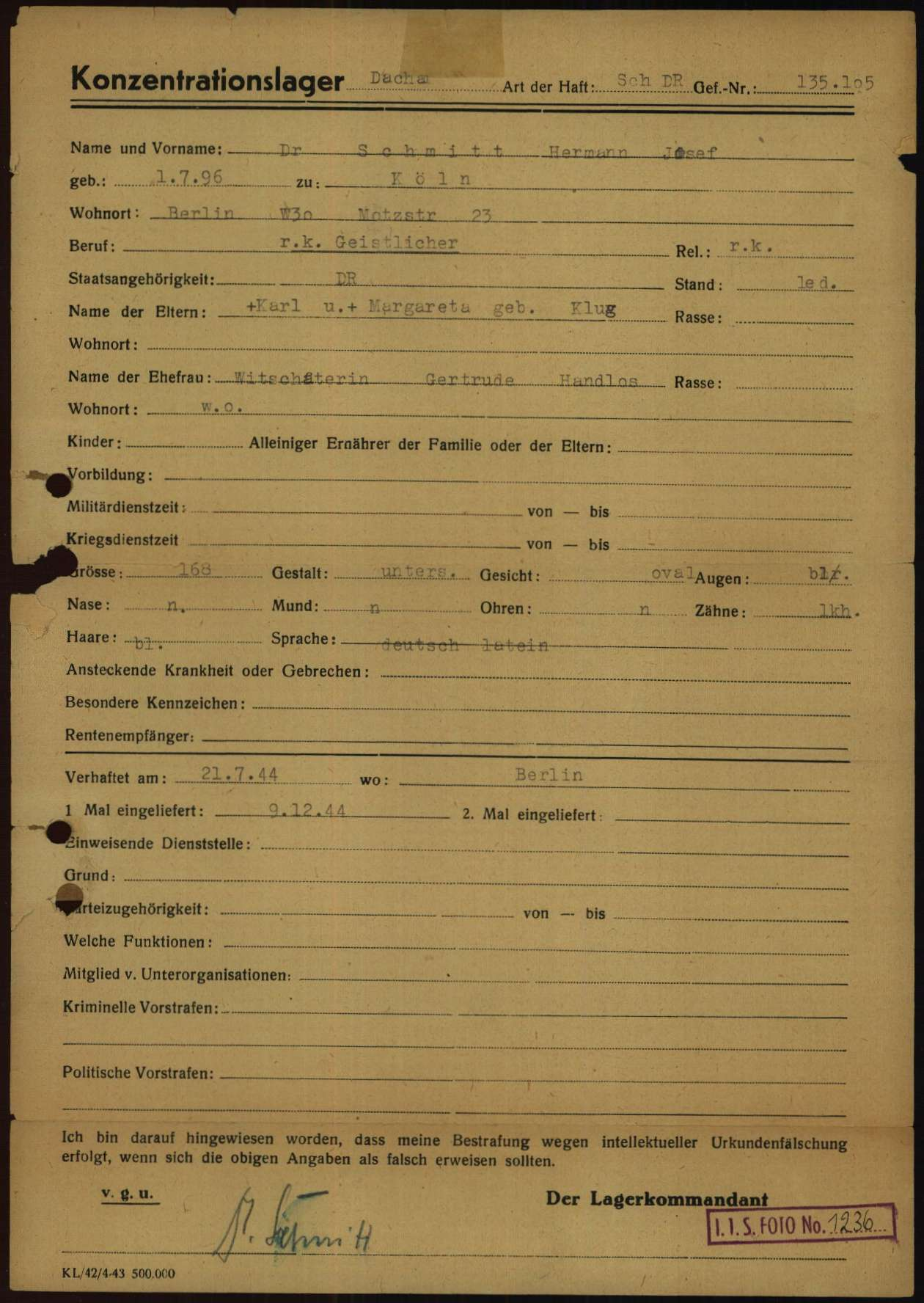
Anmeldeformular von Hermann Joseph Schmitt als Gefangener in nationalsozialistischen Konzentrationslager Dachau

Von 1939 bis 1944 betätigte Schmitt sich als Studentenseelsorger in Berlin. Während des Zweiten Weltkrieges stieß Schmitt zum Widerstand gegen das NS-Regime. Er unterhielt Kontakte zu Carl Goerdeler, Jakob Kaiser und zum Kreisauer Kreis: Ausdrücklich bejahte er die „sittliche Erlaubtheit des Tyrannenmordes“. Am 21. Juli 1944 wurde Schmitt verhaftet. Nachdem er vom Volksgerichtshof freigesprochen worden war, wurde er in „Schutzhaft“ genommen. Im Dezember 1944 wurde Schmitt ins KZ Dachau verlegt, wo unter anderen der erste Nachkriegsvorsitzende der SPD, Kurt Schumacher, zu seinen Mithäftlingen zählte. In den folgenden Monaten wurde er mit anderen als Bunkerhäftling gefangengehalten. Im April 1945 gelang ihm während des Evakuierungsmarsches aus Dachau die Flucht.

### Nachkriegszeit (1945 bis 1964)
Nach dem Krieg lebte Schmitt wieder in Köln. Er betätigte sich nun vor allem in der katholischen Arbeiterbewegung. Von 1947 bis 1963 fungierte er als Präses des westlichen Verbandes. 1956 wurde er zum päpstlichen Hausprälaten ernannt. Politisch sprach Schmitt sich in der Nachkriegszeit insbesondere für die Wahrung der politischen Einheit des Katholizismus aus: Offen zeigte er sich hierbei in der Frage, ob die katholische Sammlung erneut unter dem Dach der alten Zentrumspartei oder im Rahmen einer neuen Organisation, wie der damals jungen CDU, erfolgen sollte.

## Schriften
- Die Binnenwanderung innerhalb der katholischen Kirche als moraltheologisches und pastoraltheologisches Problem, s.l.e.a. [1942]. (Dissertation)
- Die Gottlosenbewegung und die katholischen Arbeiter, Mönchengladbach 1931.